# Jean de Varax
Pour les articles homonymes, voir Varax.
Jean de Varax, mort en 1505, a été évêque de Belley au XVe siècle et au début du XVIe siècle. 

## Biographie
Jean de Varax est nommé abbé de Saint-Michel-de-la-Cluse et devient évêque de Belley. Il obtient d'Innocent VIII  pour lui et ses successeurs l'usage du rochet. Sous Jean de Varax le chapitre entreprend la reconstruction de la cathédrale.